# Federigo Della Valle
Federigo Della Valle (Langa astigiana, 1560 circa – Milano, 1628) è stato un drammaturgo italiano.

## Biografia
Considerato il maggiore autore tragico italiano prima di Vittorio Alfieri, la sua vita ci è perlopiù sconosciuta; anzi, il valore della sua produzione è stato scoperto solo grazie alla rivalutazione che ne fece Benedetto Croce. Della Valle visse alla corte di Carlo Emanuele I di Savoia, dal quale ricevette nel 1595 l'incarico di mettere in scena l'Adelonda di Frigia, una tragicommedia ispirata all'Aminta e al Pastor Fido. Nel 1607 si trasferì a Milano presso il governatore spagnolo della città, dato che era sempre stato filospagnolo. Nel 1627 pubblicò a Milano la Iudit e l'Ester in un solo volume, dedicato alla «altissima reina de' Cieli»; e l'anno dopo, in un volume a sé, la Reina di Scozia dedicata a Papa Urbano VIII.

## La produzione teatrale
Della Valle fu autore di tre opere per il teatro, La reina di Scotia, Ester e Iudit; vennero scritte nell'ultimo decennio del Cinquecento e forse anche nei primi anni del Seicento, sebbene pubblicate più tardi.

### La reina di Scotia
Della Valle fa sempre riferimento al modello della tragedia greca, privo di divisione interna e di prologo; nelle sue opere sono presenti segni del suo profondo spirito religioso, in sintonia con l'atmosfera culturale della Controriforma. Proprio per tale motivo la sua prima tragedia, La reina di Scotia, si ispira ad un dramma storico recente, quello della cattolica Maria Stuarda condannata a morte dall'anglicana Elisabetta I nel 1587. Della Valle si attenne scrupolosamente ai fatti, almeno quali egli li conobbe, attraverso un'accurata relazione francese. La tragedia parla degli ultimi avvenimenti della vita della Stuarda quando questa, dopo 19 anni di prigionia, fu deferita a una corte che la giudicasse. Maria contesta alla Corte il diritto di giudicarla e professa la sua innocenza; ma viene condannata. Le viene comunicata la condanna nelle sue stanze. Essa l'ascolta con grande dignità. Gli ultimi atti della infelice regina, il suo saluto alla servitù, la lettera che scrisse a Elisabetta, il ringraziamento al gruppo di nobili che le portarono il decreto di esecuzione, la difesa della religione cattolica, il modo molto regale e pio con cui affrontò la morte e pose da sola, con grandissima serenità, la testa sul ceppo, il perdono al carnefice, a tutti, compresa Elisabetta, la richiesta che i servitori, le persone del suo seguito fossero ammessi a vedere l'esecuzione, la finale preghiera per i presenti, per il papa, per Elisabetta, tutti questi gesti commoventi e tragici furono fedelmente seguiti dal poeta.

### Le tragedie di argomento biblico:EstereIudit
Anche le due tragedie di argomento biblico hanno due donne per protagoniste. Nella prima Ester, moglie ebrea del persiano Assuero, ottiene dal marito la salvezza per il proprio popolo; nella seconda, Iudit, cioè Giuditta, salva dagli Assiri la propria città offrendosi al generale nemico Oloferne e decapitandolo nel sonno. Il tema allora era molto attuale: vi dedicarono quadri Caravaggio, Orazio Gentileschi, Artemisia Gentileschi, Carlo Saraceni e Giovanni Baglione, con temi sensuali e religiosi che si fondono in una miscela particolarmente cara alla sensibilità dell'epoca. La scena in cui Vagao, cortigiano di Oloferne, descrive la bellezza di Giuditta spiata di nascosto, dà alla sensualità un tocco di "perversione" (quella del voyeur) e contribuisce alla creazione di un'atmosfera d'attesa e tensione che si scioglie solo con la decapitazione del generale.
La sensualità con cui è a lungo descritta l'eroina, il linguaggio barocco che si manifesta per tutta la composizione, le descrizioni che richiamano le più fastose della Gerusalemme liberata fanno della Iudith una delle più caratteristiche composizioni del barocco letterario. Il coro della prima scena dell'atto III
è un alto inno alla bellezza mondana e metafisica e costituisce forse la più bella lirica del secolo.

### Lo stile
Il teatro di Della Valle è privo di effetti spettacolari e mira da una parte a creare atmosfere, dall'altra a studiare l'animo dei personaggi, approfondendone la psicologia. Non è interessato all'avventura o al macabro: infatti all'azione vengono preferiti monologhi e indugi. Proprio per questo motivo tali opere sono destinate soprattutto alla lettura, mentre decisamente meno alla recitazione.

## Opere
- Federico Della Valle, La Reina di Scotia, tragedia, Milano, Per gli heredi di Melchior Malatesta, stampatori regij, e ducali, 1628.
- Federico Della Valle, Esther, tragedia, Milano, Per gli heredi di Melchior Malatesta, stampatori regij, e ducali, 1650.
- Federico Della Valle, [Opere. Tragedie], Bari, G. Laterza e F., 1939.
- Federico Della Valle, Opere, a cura di Matteo Durante, Messina, Università degli studi, Centro Interdipartimentale di Studi Umanistici, I*, 2000; I**, 2005.